# Peabody, Kansas
Peabody är en ort i Marion County i Kansas. Vid 2020 års folkräkning hade Peabody 937 invånare.